# オキサロバクター属
オキサロバクター属（オキサロバクターぞく、Oxalobacter）はオキサロバクター科の基準属でグラム陰性非芽胞形成嫌気性桿菌。名前はシュウ酸(オキサリック酸)の桿菌を意味する。基準種はオキサロバクター・ホルミゲネス。GC含量は50.5から51.6。
動物の腸内などに生息する。ギ酸/シュウ酸対向輸送体、シュウ酸デカルボキシラーゼ、ホルミルCoAトランスフェラーゼを有し、シュウ酸を取り入れ利用することができる。至適増殖温度は30℃から37℃。